# Chân Lạp phong thổ ký

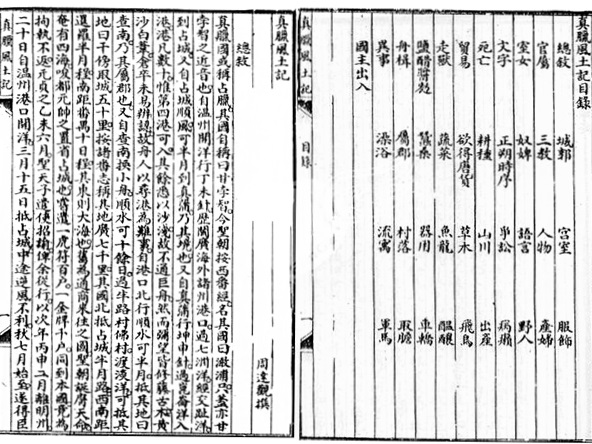
Mục lục và trang đầu tiên sách Chân Lạp phong thổ ký của Châu Đạt Quan.

Chân Lạp phong thổ ký (tiếng Trung: 真臘風土記; bính âm: Zhēnlà Fēngtǔ Jì), tức Ký sự về Campuchia: Địa lý và Con người, là một quyển sách viết vào thời nhà Nguyên bởi Chu Đạt Quan (周達觀), người đã ghé thăm Đế quốc Angkor năm 1296-1297. Ký sự này của Chu Đạt Quan là một sử liệu vô cùng quý giá vì nó là tư liệu duy nhất còn sót lại mà trong đó người ta ghi lại cuộc sống thường ngày ở Đế quốc Khmer. Tư liệu tương tự chỉ còn được tìm thấy trên các bức tường của ngôi đền Angkor Wat.

## Nguyên tác tại Trung Quốc
Cuốn sách của Chu Đạt Quan kể về Campuchia. Ông đã đến thăm đất nước này với tư cách là thành viên của phái đoàn ngoại giao chính thức do Temür Khan (tức Nguyên Thành Tông) cử đến vào năm 1296 để ban hành một sắc lệnh của triều đình. Không rõ khi nào nó được hoàn thành, nhưng nó được viết trong vòng 15 năm sau khi Chu trở về Trung Quốc vào năm 1297. Tuy nhiên, tác phẩm còn tồn tại đến ngày nay được cho là một phiên bản rút gọn, có lẽ chỉ chiếm khoảng một phần ba kích thước ban đầu. Một người mê sách ở thế kỷ 17, Tiền Tằng (Qian Zeng 錢曾), đã ghi nhận sự tồn tại của hai phiên bản của tác phẩm, một phiên bản thời nhà Nguyên, phiên bản còn lại nằm trong tuyển tập thời nhà Minh có tên là Cổ Kim Thuyết Hải (古今說海, Gu Jin Shuo Hai ). Phiên bản nhà Minh được mô tả là "lộn xộn và lung tung, thiếu sáu hoặc bảy trên mười phần, hầu như không cấu thành một cuốn sách". Bản gốc của triều đại nhà Nguyên không còn tồn tại, và các phiên bản còn sót lại dường như chủ yếu dựa trên phiên bản rút gọn của nhà Minh.
Nội dung từ cuốn sách đã được sưu tầm trong nhiều tuyển tập khác. Các đoạn trích được đưa ra trong một tuyển tập dài Thuyết Phu (說郛, Shuo fu), trong phiên bản thứ hai được xuất bản vào đầu triều đại nhà Thanh. Văn bản bị cắt bớt cũng được đưa ra trong Cổ Kim Dật Sử (古今逸史, Gu jin yi shi ) từ triều đại nhà Minh, và văn bản tương tự này đã được sử dụng trong các bộ sưu tập khác. Phiên bản tiếng Trung hiện đại chính của cuốn sách là phiên bản có chú thích, được nhà khảo cổ Xia Nai (Hạ Nại) biên soạn từ các biến thể của văn bản được tìm thấy trong 13 lần xuất bản, hoàn thành năm 1980 và xuất bản năm 2000.
Tác phẩm được viết bằng Văn ngôn; tuy nhiên, đôi khi có những từ và cấu trúc câu dường như bị ảnh hưởng bởi phương ngữ Ôn Châu của Chu Đạt Quan.

## Các bản dịch

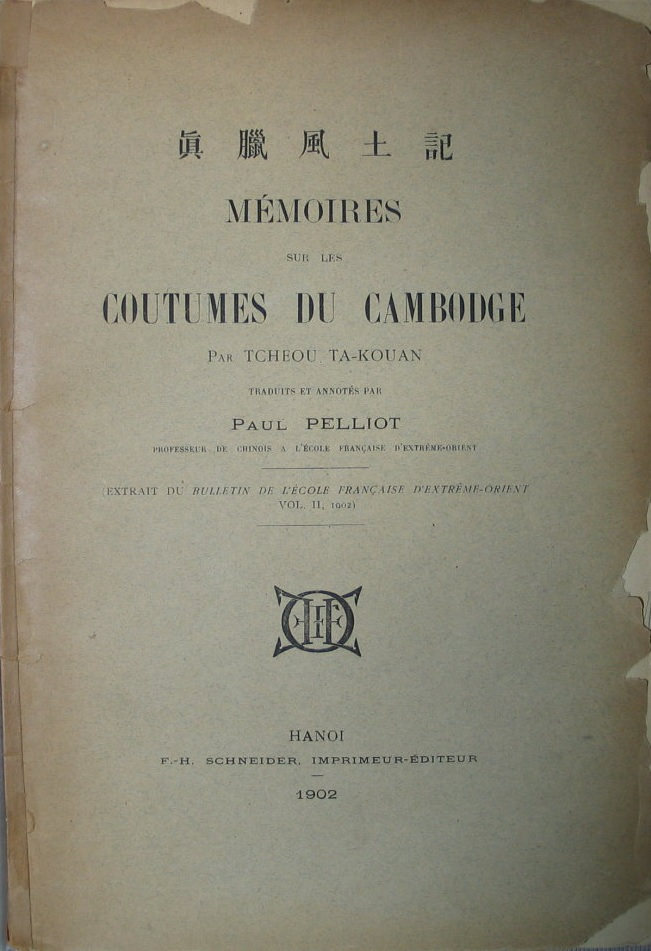
Trang tiêu đề của bản dịch năm 1902 của Paul Pelliot Mémoires sur les coutumes du Cambodge de Tcheou Ta-Kouan

Ký sự của Chu lần đầu tiên được dịch sang tiếng Pháp vào năm 1819 bởi Jean-Pierre Abel-Rémusat nhưng nó không có nhiều tác động. Nội dung của cuốn sách được tìm thấy trong tuyển tập Cổ Kim Thuyết Hải sau đó được Paul Pelliot dịch lại sang tiếng Pháp vào năm 1902, và bản dịch này sau đó được Pelliot sửa đổi một phần và tái bản sau khi di cảo vào năm 1951. Tuy nhiên, Pelliot đã chết trước khi ông có thể hoàn thành những ghi chú toàn diện mà ông đã lên kế hoạch cho tập ký sự của Chu. Bản dịch của Pelliot được đánh giá cao và nó là nền tảng cho nhiều bản dịch sau này sang các ngôn ngữ khác, chẳng hạn như bản dịch tiếng Anh của J. Gilman d'Arcy Paul năm 1967 và Michael Smithies năm 2001.
Năm 1971, nó được dịch sang tiếng Khmer bởi Ly Theam Teng .
Tại Việt Nam, năm 1973, tác giả Lê Hương xuất bản sách Chân Lạp phong thổ ký tại Sài Gòn qua nhà xuất bản Kỷ Nguyên Mới. Lê Hương cho biết ông dịch thẳng từ bản gốc văn ngôn và có tham khảo bản của Pelliot.
Ngoài ra còn có bản dịch tiếng Thái cuốn Chân Lạp phong thổ ký của Chaloem Yongbunkiat năm 1967, được Matichon Press tái bản năm 2014.
Năm 2007, nhà ngôn ngữ học Hán ngữ Peter Harris, thành viên cao cấp tại Trung tâm Nghiên cứu Chiến lược New Zealand, đã hoàn thành bản dịch trực tiếp đầu tiên từ tiếng Trung văn ngôn sang tiếng Anh hiện đại, sửa nhiều lỗi trong các bản dịch tiếng Anh trước đó, với tựa đề mới A Record of Cambodia: the Land and Its People . Harris đã làm việc ở Campuchia trong nhiều năm và đưa vào những bức ảnh và bản đồ hiện đại liên quan trực tiếp đến lời kể ban đầu của Chu.

## Nội dung
Cuốn sách mô tả về thành phố Yasodharapura, tức thủ đô Angkor của Đế quốc Khmer, cũng như cuộc sống và nghi thức hàng ngày trong cung điện. Nó mô tả các phong tục và tập tục tôn giáo khác nhau của đất nước, vai trò của phụ nữ và nô lệ, thương mại và cuộc sống thành thị, nông nghiệp và các khía cạnh khác của xã hội ở Angkor, cũng như sự hiện diện của người Trung Quốc ở Campuchia và cuộc chiến với người Xiêm. Ngoài ra còn có các mô tả về hệ thực vật và động vật của khu vực, thực phẩm cũng như những câu chuyện khác thường.
Những mô tả trong cuốn sách nhìn chung được coi là chính xác, nhưng cũng có những sai sót, ví dụ như những người sùng đạo Hindu ở địa phương đã bị Chu mô tả sai theo thuật ngữ Trung Quốc là Nho giáo hoặc Đạo giáo, và các phép đo chiều dài và khoảng cách được sử dụng thường ít chính xác.

Cung điện (宫室):

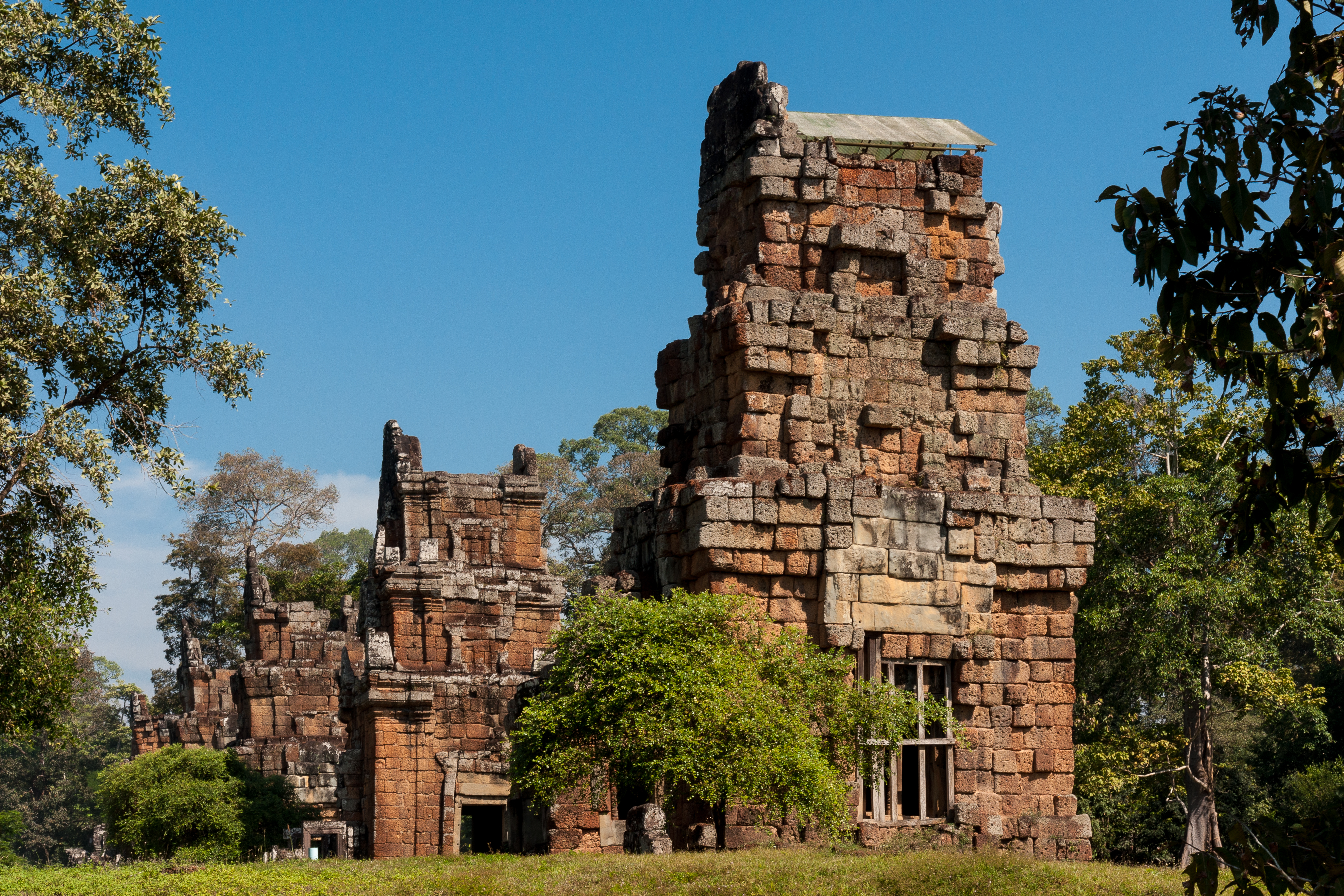
Một số tháp đá nhỏ của Prasat Suor Prat

| “ | Cung điện nhà Vua cùng các công sở và dinh thự quí phái đều xây cửa về hướng Đông. Cung Vua ở về phía Bắc ngôi tháp và cây cầu bằng vàng ở gần cữa ra vào, bề dài vòng quanh cung khoảng năm hay sáu dặm. Ngói lợp gian chính của cung Vua bằng chì, trên nóc các điện khác của Hoàng cung đều lợp ngói làm bằng đất sét màu vàng. Những cây xà ngang và cột thật lớn đều có chạm hình Đức Phật và sơn màu. Nóc cung thật là hoành tráng (dịch thoát câu 屋頗壯觀: Ốc đầu trang quán). Những mái hiên dài, những con đường hẹp có mái che xây thẳng tắp và so le thật là tinh-xảo và quy mô, tuy có đôi phần không điều hòa (dịch thoát cụm từ 稍有規模, xảo hữu quy mô). Tại đây, nơi nhà Vua thiết triều có một cửa sổ bằng vàng, bên mặt và bên trái của khuôn cửa, trên những cây cột vuông có từ bốn mươi đến năm mươi tấm kính treo bên cạnh cửa. Phần dưới cửa là hình voi. | ” |

Nhà ở của người Khmer:
| “ | Dinh thự của các vị Hoàng-thân và các quan lớn xây cất khác kiểu hơn nhà dân chúng. Tất cả phần bên ngoài đều lợp tranh, chỉ có nơi thờ phụng của gia đình và gian phòng chính có thể lợp ngói. Ngạch trật quân, công chính thức hạn định khuôn khổ căn nhà từng người. Nhà của dân chúng chỉ lợp tranh, họ không dám đề trên nóc nhà họ một miếng ngói nào cả. Kích thước ngôi nhà tùy theo tài sản của từng người, nhưng không bao giờ họ dám bắt chước kiều nhà của hạng quí tộc. | ” |

Lễ xuất cung của vua Indravarman III:
| “ | Khi nhà Vua du hành, quân đội đi đầu để hộ tống, kế đến là cờ của kỵ binh, cờ hiệu, giàn nhạc. Các thị nữ trong cung từ ba đến năm trăm, mặc hàng vải thêu cành lá, dắt bông trên đầu tóc, tay cầm đèn cầy, họp thành một toán riêng, mặc dù giữa ban ngày đèn cầy vẫn đốt cháy. Tiếp đó là các thị nữ bưng vật dụng của nhà Vua bằng vàng, bằng bạc, và tất cả bộ đồ trang hoàng với kiều mẫu hết sức đặc biệt mà tôi không biết cách dùng. Kể đến các thị nữ cầm khiên, vác giáo là đoàn canh phòng riêng biệt trong cung; các thị nữ này cũng hợp thành toán riêng. Tiếp theo là xe do dê kéo, xe ngựa tất cả đều trang hoàng bằng vàng. Các quan, các vị Hoàng thân đều cưỡi voi, trước mặt quí vị người ta thấy những cây lọng đỏ của những bậc quyền quí từ xa, nhiều vô số. Sau các bậc quyền quí là các bà vợ và cung phi của nhà Vua ngồi kiệu, ngồi xe, cưỡi ngựa, cưỡi voi, các bà có hơn trăm cây lọng thêu chỉ vàng lóng lánh. Sau quý bà là nhà Vua đúng trên lưng voi, tay cầm gươm báu. Ngà voi cũng được bọc trong bao vàng. Có hơn hai chục cây lọng trắng thêu chỉ vàng lóng lánh và cán bằng vàng. Rất nhiều voi đi xung quanh Ngài và có thêm toán quân lính hộ vệ Ngài. Nếu nhà Vua đến một vùng láng giềng, Ngài chỉ dùng kiệu vàng do các cung nữ khiêng. | ” |

Trang phục của nhà vua:
| “ | Chỉ có nhà Vua mới có thề mặc hàng vải thêu dính liền nhau. Ngài đội một cái mão bằng vàng giống như mũ trên đầu các tượng Phật Kim Cương (hoặc thần Bà La Môn). Đôi khi Ngài không đội mão chỉ quấn một vòng hoa mùi hoa nhài xung quanh đầu tóc. Trên cổ, Ngài đeo hột trai thật lớn nặng cỡ ba cân (1 cân = 0,250g). Ở cổ tay, cổ chân và ngón tay, Ngài đeo vòng và nhẫn vàng, tất cả đều là ngọc mắt mèo. Nhà Vua đi chân không. Gan bàn chân và lòng bàn tay của Ngài nhuộm thuốc màu đỏ. Khi ra ngoài, Ngài cầm một thanh gươm vàng (Prak Khan) | ” |

Trang phục của người dân:
| “ | Toàn thể đàn bà cũng như đàn ông chỉ mặc một mảnh vải quấn ngang hông, đề trần bộ ngực trắng như sữa, búi đầu tóc và đi chân không; các bà vợ Vua cũng ăn mặc như vậy. | ” |

Về sản xuất tơ lụa:
| “ | Người bản xứ không chuyên tâm vào việc nuôi tằm và trồng dâu, vợ họ cũng không biết nhiều gì về kim, chỉ, may, vá. Họ biết dệt vải bằng bông vải mà không biết kéo chỉ bằng guồng quay sợi và chỉ kéo bằng tay. Họ không có khung dệt, họ cột một đầu vải vào lưng và dệt lần đến đầu kia. Họ làm cái thoi bằng ống tre. Mới đây, người Xiêm đến lập nghiệp ở xứ này chuyên về việc nuôi tằm và trồng dâu, hột cây dâu và trứng tằm đều ở Xiêm đem đến. Người bản xứ không trồng cây gai mà chỉ có cây "lạc-ma" (絡麻- một giống cây đay hoặc cây gai) Người Xiêm dệt loại vải màu đậm bằng tơ tằm mà họ mặc. Phụ nữ Xiêm biết may và vá. Khi áo chăn rách, người bản xứ mướn đàn bà Xiêm vá lại. | ” |

Về xử án:
| “ | Những sự tranh tụng của dân chúng, dù không quan trọng cũng phải đến triều trình nhà Vua xét xử... dân chúng không biết gì về lối xử đánh bằng roi tre hay roi da và chỉ bị phạt vàng... Đối với những trường hợp đặc biệt nặng cũng không có hình thức xử giảo hoặc chém đầu, nhưng ngoài cửa thành hướng Tây người ta đào một cái hố rồi bắt tội phạm nằm xuống, lấp đất và đá lên, chèn ép thật chặt rồi thôi. Đối với những trường hợp nhẹ hơn có hình phạt chặt ngón tay, ngón chân và bàn tay hoặc cắt mũi. Tuy nhiên không có luật cấm tội ngoại tình và cờ bạc. Nếu có người mất một món đồ và nghi cho người nào ăn cắp mà người ấy không nhận, họ nấu một nồi dầu và bắt buộc kẻ bị ngờ nhúng tay vào. Nếu quả thật là kẻ gian thì bàn tay nát tả tơi, trái lại thịt da vẫn lành lặn như trước. | ” |

Về quân đội:
| “ | Quân lính cũng ở trần và đi chân không. Tay phải họ cầm giáo, tay trái cầm khiên. Không có cung, tên, không có nỏ, không có đạn, không có áo giáp, không có nón. Người ta thuật lại rằng trong trận đánh với người Xiêm người ta bắt buộc tất cả dân chúng phải tham chiến. Với một phương pháp thông thường, những người này không có chiến thuật và chiến lược. | ” |

Về phụ nữ Angkor:

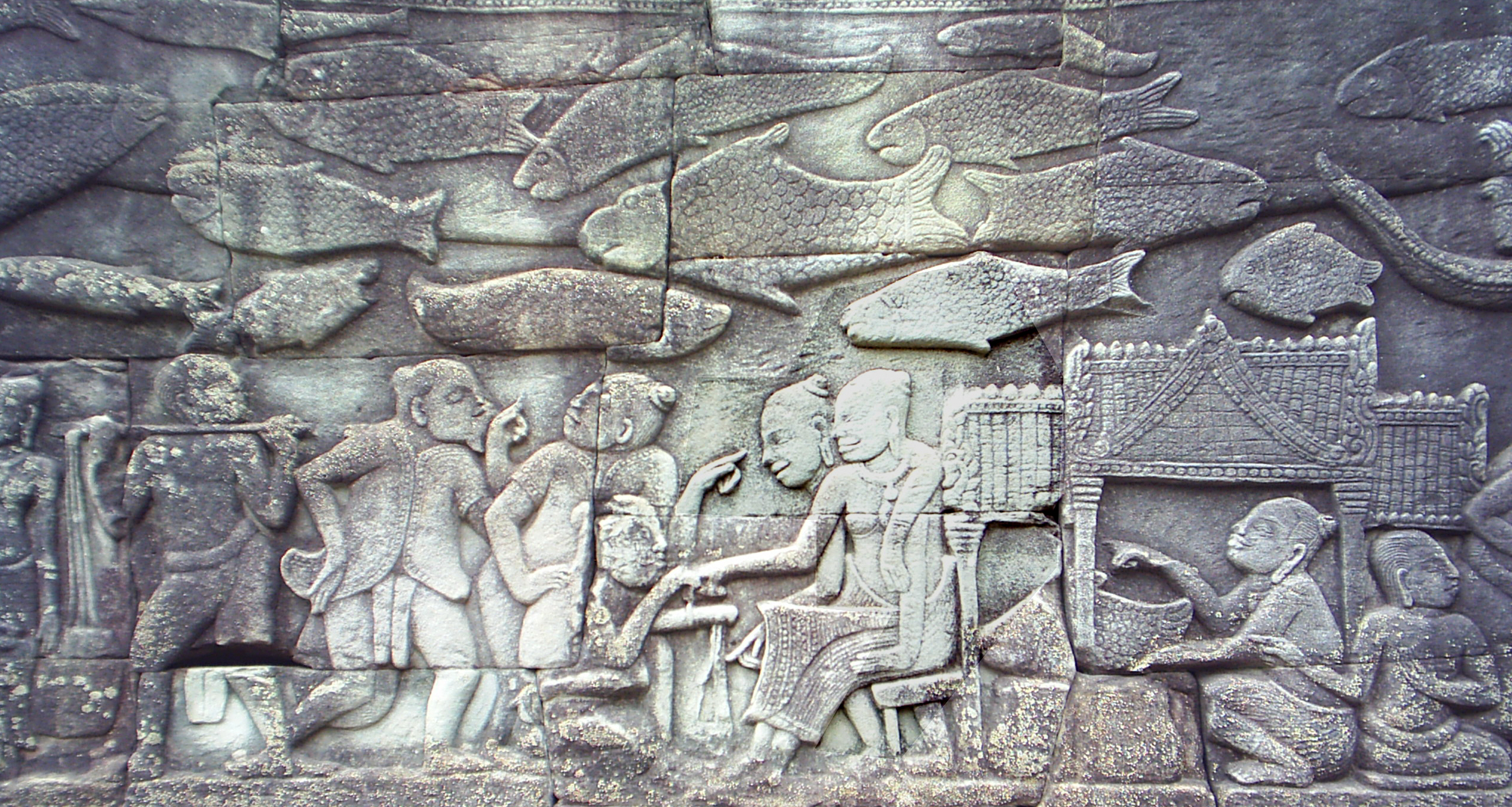
Khung cảnh khu chợ Bayon cho thấy những người phụ nữ đang cân hàng hóa

| “ | Vừa mới sinh con xong, người phụ nữ bản xứ lấy cơm nóng lăn muối để vào bộ phận sinh dục. Sau một ngày một đêm, sản phụ lấy miếng cơm ra. Nhờ đấy sự sinh nở không biến chứng gì tai hại và giúp sản phụ trở lại như một cô gái còn trinh... Bản tính dâm đãng của họ rất mãnh liệt, tuy nhiên, tôi cũng nghe nói có người giữ được trinh tiết với chồng. Phụ nữ rất mau già có lẽ vì họ lấy chồng và sinh sản quá sớm. Năm hai mươi hoặc ba mươi tuổi họ giống như đàn bà TQ bốn mươi hoặc năm mươi... Trong xứ này phụ nữ rất thông hiểu việc mua bán, thế nên khi một người Trung Hoa đến đây luôn luôn lập gia đình ngay để lợi dụng tài thương mãi của vợ. Mỗi ngày chợ họp từ sáu giờ đến trưa thì tan... Giữa năm bảy và chín tuổi đối với con gái nhà giàu, và riêng năm mười một tuổi đối với kẻ thật nghèo, người ta nhờ một tu sĩ Phật giáo hoặc Bà La Môn phá tân. Người ta gọi lễ ấy là Trận Thảm (陣毯) | ” |

Về thuộc quận (các đơn vị hành chính):
| “ | Có hơn chín chục quận: Chân Bồ (真蒲), Tra Nam (查南), Ba Giàng (巴澗), Mạc Lương (莫良), Bát Tiết ( 八薛), Bồ-Mãi (蒲買), Trĩ Côn (雉棍), Mộc Tân Ba (木津波), Lại Cảm Khanh (賴敢坑), Bát Tê Lý (八廝里)... | ” |

Học giả Hứa Triệu Lâm (許肇琳) cho rằng quận Trĩ Côn (雉棍) chính là một cách ghi âm khác của Sài Gòn (西貢 Tây Cống) bên cạnh các chữ Sài Côn (柴棍 - theo kiểu Việt Nam), Đề Ngạn (堤岸 - theo kiểu Quảng Đông), Trạch Côn (宅棍 - theo kiểu Triều Châu, Phúc Kiến).

Về việc giết người lấy mật (Thủ đảm 取膽):
| “ | Trước đây, trong tháng Tám (theo lịch Trung Hoa), người ta lấy mật người: đó là Vua Chiêm Thành buộc mỗi năm phải nộp một hũ đựng hằng ngàn và hằng hà sa số mật người. Về đêm, người ta cắt người đứng rình ở những vùng trong các thành phố và các làng xóm có nhiều người qua lại. Khi bắt gặp kẻ nào đi đêm, họ chùm đầu bằng một cái mũ vải rút giây và dùng dao nhỏ mổ dưới cạnh sườn bên phải lấy mật ra. Người ta chờ đủ số rồi mới đem dâng Vua Chiêm-Thành. Tuy nhiên, người ta không lấy mật của người Trung Hoa, vì lẽ có một năm, người ta lấy mật của người Trung Hoa để chung với mật người khác tức thì tất cả mật trong hũ đều thối hết không thể nào dùng được. Mới đây, người ta bãi bỏ tập tục lấy mật và an trí riêng các quan chức phụ trách công tác này cùng những thuộc hạ cho ở trong thành gần cửa Bắc. | ” |

Theo chi tiết này, có thể thấy Chân Lạp ở thời điểm đó yếu thế hơn so với Chiêm Thành nên phải cống nạp mật người. Ngoài ra, hủ tục man rợ này cũng được ghi nhận ở nhiều tài liệu khác.

### Lịch
Lời kể của Chu rất hữu ích trong việc xác định rằng tháng 1 theo lịch Khmer là "kia-to", gọi là Karttika. Không có văn khắc Khmer nào sử dụng cách đánh số tháng, nhưng trong ba hệ thống được sử dụng sau này ở Thái Lan, Karttika được gọi là tháng 1 ở một số vùng của Lanna và đôi khi cũng được đánh số như vậy ở Lào. Mặt khác, năm mới theo thiên văn bắt đầu vào tháng 6 (Caitra). Phương trình này được xác nhận khi Chu Đạt Quan nói rằng ông không hiểu tại sao họ chỉ xen kẽ vào tháng 9. Trên thang đo đang được sử dụng ở đây, tháng thứ 9 là Ashadha, tháng nhuận duy nhất ở Thái Lan và Lào . (Ashadha được biết đến nhiều hơn với cái tên 'tháng 8' vì đó là ngày tương đương ở miền Nam (Bangkok).
Việc sử dụng Ashadha ở Campuchia làm tháng nhuận duy nhất không được chứng thực một cách an toàn cho đến những năm 1620 sau Công Nguyên khi một năm (Saka 1539; IMA số 9) được cho là có Ashadha thứ 2 khi hệ thống cũ không có thêm một tháng trong năm đó. Các bản khắc từ năm 1296 đến năm 1617 sau Công nguyên rất chắp vá, nhưng những bản ghi còn tồn tại từ phần đầu tiên của khoảng thời gian này dường như ủng hộ hệ thống tính toán cũ hơn, cho thấy rằng những người cung cấp thông tin cho Chu Daguan vào thời điểm ông đến thăm chỉ là thiểu số.